# 朴鐘八
朴 鐘八（パク・チョンパル、박종팔、Chong-Pal Park、1958年8月11日 - ）は、韓国のプロボクサー。全羅南道務安郡出身。元IBF・WBA世界スーパーミドル級王者。

## 来歴
1977年11月26日、韓国でプロデビュー。
1978年12月17日、7戦目で韓国ミドル級王座を獲得した。
1979年8月22日、12戦目で柳済斗が返上したOPBF東洋太平洋ミドル級王座決定戦でカシアス内藤と対戦し、2回KO勝ちで王座を獲得した。同王座は15度の防衛に成功した。（そのうち、日本人の挑戦は5度。1980年1月27日、江刺勝雄（初防衛）。1980年3月18日、柴田賢治（防衛2）。1981年4月5日、シーザー佐々木（防衛8）。1981年6月21日、柴田賢治（防衛9）。1982年12月26日、鈴木直人（防衛15））
1981年11月8日、フルヘンシオ・オベルメヒアスと対戦し、8回KO負け。
1983年5月29日、OPBF王座の16度目の防衛戦で羅慶民と対戦し、7回KO負けで王座から陥落した。9月4日、羅慶民と再戦し、4回KO勝ちで王座を奪回した。
1984年7月22日、世界王座初挑戦となったIBF世界スーパーミドル級王者マレイ・サザーランドに挑戦し、11回TKO勝ちで世界王座を獲得した。
1987年7月26日、防衛戦でエマヌエル・オッティと対戦し、3回KO勝ちで8度目の防衛に成功した。その後、同王座を返上した。
1987年12月6日、WBA世界スーパーミドル級初代王座決定戦でヘスス・ガヤルドと対戦し、2回KO勝ちで王座を獲得した。
1988年5月23日、2度目の防衛戦でフルヘンシオ・オベルメヒアスと6年半ぶりに再戦し、12回判定負けで王座から陥落した。
1988年12月22日、白仁鉄と対戦し、9回KO負け。この試合を最後に引退した。

## 獲得タイトル

### 地域タイトル
- 第20代OPBF東洋太平洋ミドル級王座（防衛15）
- 第22代OPBF東洋太平洋ミドル級王座（防衛0=返上）

### 世界タイトル
- IBF世界スーパーミドル級王座（防衛8=返上）
- WBA世界スーパーミドル級王座（防衛1）

## エピソード
世界戦のファイトマネーは5000万ウォンを超え、試合のたびに土地を購入し時価90億ウォンの資産を得て、「돈팔이（トンパリ、金の亡者）」とあだ名された（当時のソウル市の坪単価は1万ウォン）。その後、詐欺や事業の失敗などで破産し、うつ病、夫人の他界などの不幸に見舞われたが、再婚しジムの運営などで再起を果たした。